# Гацкан, Александр Михайлович
Алекса́ндр Миха́йлович Гацка́н (рум. Alexandru Gațcan; род. 27 марта 1984, Кишинёв) — молдавский и российский футболист, полузащитник, футбольный тренер. Игрок национальной сборной Молдавии с 2005 по 2018 года (61 матч и 5 голов). Рекордсмен чемпионата России по количеству жёлтых карточек за карьеру (112 в 323 матчах). Занимает второе место среди иностранцев по количеству матчей в чемпионате России, уступая только Дейвидасу Шемберасу.

## Биография
Начинал заниматься футболом в родном Кишинёве, в клубе «Униспорт-Авто». Отыграв один сезон в высшей лиге чемпионата Молдавии, в середине 2004 года Гацкан был приглашён на просмотр в дублирующий состав московского «Спартака» с возможностью продлить контракт через полгода. В матчах за дубль «Спартака» Гацкан выходил на поле регулярно, проведя 14 матчей и забив 2 мяча.
Сезон 2005 года провёл в клубе первого дивизиона, челябинском «Спартаке», в те годы бывший фарм-клубом московского «Спартака».
В феврале 2006 года пополнил ряды казанского «Рубина». Осенью 2006 года Гацкан оказался в центре скандала, связанного с паспортом футболиста: 25 октября 2006 года в матче 24-го тура «Рубин» у себя дома обыграл петербургский «Зенит» 3:0. Представители «Зенита» опротестовали результат матча, отмечая то, что в составе казанцев на поле одновременно находились 9 легионеров, хотя регламентом в том сезоне разрешалось присутствие не более 8 игроков, не имеющих российского паспорта. Ими также отмечалось, что смена гражданства в середине сезона нарушала регламент соревнований, а получение второго гражданства противоречило новому положению Конституции РФ, согласно которому, получить гражданство Российской Федерации возможно только в случае отказа от прежнего гражданства. В итоге разбирательств нарушений с получением Гацканом гражданства России выявлено не было и протест был отклонён.
Играя за «Рубин», Гацкан, ранее имея опыт выступлений за молодёжную сборную Молдавии, стал регулярно привлекаться к играм за главную команду страны. На его счету 2 матча в отборочном цикле к чемпионату мира 2006 и 8 игр — в отборочном турнире к чемпионату Европы 2008. В одном из матчей за сборную в октябре 2007 года Гацкан получил травму и концовку того сезона пропустил.
Перед началом сезона 2008 года в связи с приобретением нескольких новых игроков, в частности, Сергея Семака, «Рубин» вознамерился продать Гацкана. Было уже достигнуто соглашение с «Ростовом», но в итоге переход не состоялся и первую половину сезона Гацкан играл за молодёжный состав казанцев, и только в августе 2008 года пополнил ряды ростовского клуба.
18 июля 2015 года назначен капитаном «Ростова». 14 апреля 2017 года в игре против ЦСКА (0:0) сыграл свой 250-й матч за «Ростов».
В 2018 году завершил выступления в сборной.
25 ноября 2018 года в игре против «Зенита» (0:2) сыграл свой 300-й матч за «Ростов».
20 июля 2019 года матч со «Спартаком» стал прощальным для Гацкана матчем за жёлто-синюю команду.
23 июля 2019 года перешел в «Крылья Советов».
29 июля 2021 года объявил о завершении карьеры.
В ноябре 2021 года стал тренером академии «Ростова».

## Личная жизнь
Женат, имеет троих детей. Старший сын Александр Гацкан-младший также футболист выступает за команду «Ростов-2007», которую тренирует его отец.
Владеет баром «The Legend 84» в Ростове-на-Дону.

## Достижения

### Командные
«Ростов»
- Обладатель Кубка России: 2013/14
- Серебряный призёр чемпионата России: 2015/16

### Личные
- Футболист года в Молдавии (4): 2013,[15] 2015[16], 2016[17], 2017
- Получил награду «Жёлто-синее сердце» от болельщиков ФК «Ростов» в 2015 году.[источник не указан 3442 дня]
- Орден «Трудовая слава» Республики Молдова: 2018[источник не указан 2420 дней]
- В 2020 году по данным портала Transfermarkt вошел в топ-25 футболистов мира по количеству полученных желтых карточек в XXI веке[18].

## Статистика выступлений
По состоянию на 20 июля 2019
| Клуб                | Сезон            | Чемпионат¹ | Чемпионат¹ | Кубок² | Кубок² | Еврокубки³ | Еврокубки³ | Итого | Итого |
| Клуб                | Сезон            | Игры       | Голы       | Игры   | Голы   | Игры       | Голы       | Игры  | Голы  |
| ------------------- | ---------------- | ---------- | ---------- | ------ | ------ | ---------- | ---------- | ----- | ----- |
| Спартак (Челябинск) | 2005             | 36         | 2          | 0      | 0      | 0          | 0          | 36    | 2     |
| Спартак (Челябинск) | Итого            | 36         | 2          | 0      | 0      | 0          | 0          | 36    | 2     |
| Рубин               | 2006             | 21         | 1          | 4      | 1      | 2          | 0          | 27    | 2     |
| Рубин               | 2007             | 19         | 1          | 3      | 1      | 2          | 0          | 24    | 2     |
| Рубин               | Итого            | 40         | 2          | 7      | 2      | 4          | 0          | 51    | 4     |
| Ростов              | 2008             | 14         | 3          | 0      | 0      | 0          | 0          | 14    | 3     |
| Ростов              | 2009             | 26         | 4          | 0      | 0      | 0          | 0          | 26    | 4     |
| Ростов              | 2010             | 24         | 0          | 1      | 0      | 0          | 0          | 25    | 0     |
| Ростов              | 2011/2012        | 35+2       | 4          | 4      | 0      | 0          | 0          | 41    | 4     |
| Ростов              | 2012/2013        | 27+2       | 0          | 3      | 0      | 0          | 0          | 32    | 0     |
| Ростов              | 2013/2014        | 25         | 1          | 3      | 2      | 0          | 0          | 28    | 3     |
| Ростов              | 2014/2015        | 26+2       | 1          | 1      | 0      | 2          | 0          | 31    | 1     |
| Ростов              | 2015/2016        | 23         | 2          | 0      | 0      | 0          | 0          | 23    | 2     |
| Ростов              | 2016/2017        | 24         | 3          | 0      | 0      | 13         | 0          | 37    | 3     |
| Ростов              | 2017/2018        | 26         | 2          | 2      | 0      | 0          | 0          | 28    | 2     |
| Ростов              | 2018/2019        | 24         | 1          | 5      | 1      | 0          | 0          | 29    | 2     |
| Ростов              | 2019/2020        | 1          | 0          | 0      | 0      | 0          | 0          | 1     | 0     |
| Ростов              | Итого            | 275+6      | 21         | 19     | 3      | 15         | 0          | 315   | 24    |
| Всего за карьеру    | Всего за карьеру | 351+6      | 25         | 26     | 5      | 19         | 0          | 402   | 30    |

В таблице под определёнными столбцами учтены следующие турниры:
- ¹ Чемпионат России (знаком «+» показаны участия в стыковых матчах за право играть в Премьер-Лиге с командами ФНЛ), Первый дивизион
- ² Кубок России, Суперкубок России
- ³ Лига чемпионов УЕФА, Кубок УЕФА, Лига Европы УЕФА